# Gmina Police
Die Gmina Police ist eine Stadt- und Landgemeinde in der Woiwodschaft Westpommern in Polen. Sie gehört zum Powiat Policki und umfasst eine Fläche von 251,42 km² bei über 41.000 Einwohnern. Im Südosten grenzt die Stadt- und Landgemeinde an das Stadtgebiet von Szczecin, im Osten fließt die Oder am Rande des Gebietes der Stadt- und Landgemeinde und im Westen grenzt die Stadt- und Landgemeinde an Deutschland.
Der Gemeinde gehören folgende Ortschaften an:

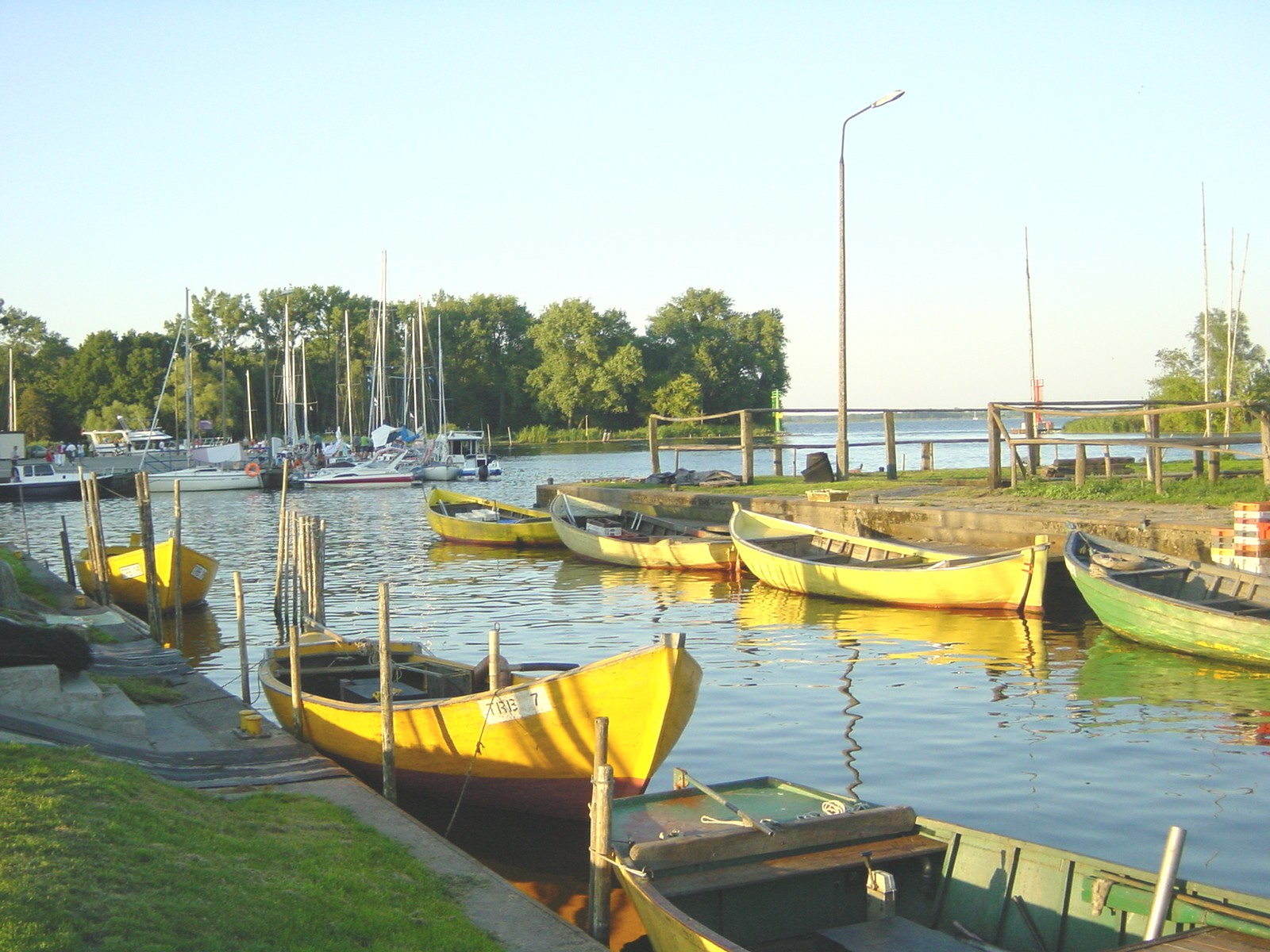
Fischerhafen in Trzebież

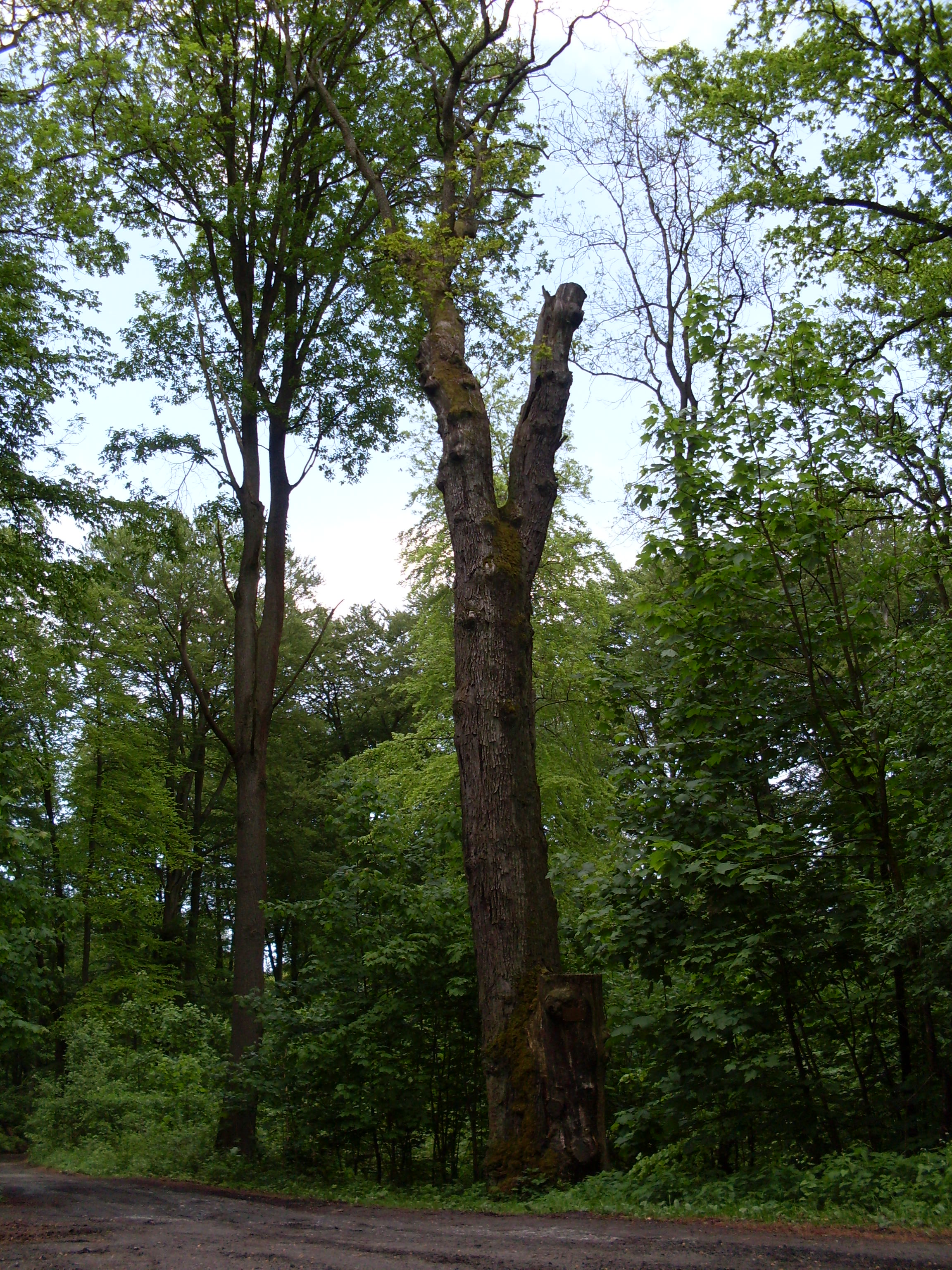
Die Bogusław-Eichen, Naturdenkmal in der Ueckermünder Heide

| - Stadt: - Police (Pölitz) - Ortsteile (Schulzenämter): - Dębostrów (Damuster) - Drogoradz (Hammer) - Niekłończyca (Königsfelde) - Pilchowo (Polchow) - Przęsocin (Neuendorf) - Siedlice (Zedlitzfelde) - Tanowo (Falkenwalde) - Tatynia (Hagen) - Trzebież (Ziegenort) - Trzeszczyn (Trestin) - Uniemyśl (Wilhelmsdorf) - Wieńkowo (Wenkendorf) | - Andere Ortschaften: - Bartoszewo (Barm) - Dobieszczyn (Entepöl) - Karpin (Karpin) - Leśno Górne (Hohenleese) - Mazańczyce (Neu Ziegnort) - Nowa Jasienica (Neu Jasenitz) - Pienice (Herzberg) - Podbrzezie (Neuhaus) - Poddymin (Eichfeuer) - Sierakowo (Charlottenhof) - Stare Leśno (Alt Leese) - Stary Dębostrów (Alt Damuster) - Turznica (Arneburg) - Węgornik (Aalgraben) - Witorza (Rönnewerder) - Zalesie (Sonnenwald) - Żółtew (Hundsforth) | - Verlassene Ortschaften: - Bardo (Schanze) - Czapliniec (Enge Oderkrug) - Duchowo (Duchow) - Goślice (Vogelsang) - Gunice (Günnitz) - Kniężyce (Jägerhof) - Kołpin (Langenstücken) - Kużnica (Schmiede bei Duchow) |  |